# ホスファチジルイノシトールデアシラーゼ
ホスファチジルイノシトールデアシラーゼ(Phosphatidylinositol deacylase、EC 3.1.1.52)は、以下の化学反応を触媒する酵素である。
1-ホスファチジル-D-ミオイノシトール + 水{\displaystyle \rightleftharpoons }1-アシルグリセロホスホイノシトール + カルボン酸
従って、基質は1-ホスファチジルイノシトールと水の2つ、生成物は1-アシルグリセロホスホイノシトールとカルボン酸の2つである。
この酵素は加水分解酵素に分類され、特にエステル結合に作用する。系統名は、1-ホスファチジル-D-ミオイノシトール 2-アシルヒドロラーゼ(1-phosphatidyl-D-myo-inositol 2-acylhydrolase)である。ホスファチジルイノシトールホスホリパーゼA2(phosphatidylinositol phospholipase A2)やホスホリパーゼA2(phospholipase A2)と呼ばれることもある。